# برندون لی
برندون بروس لی معروف به برندون لی (به انگلیسی: Brandon Lee)؛ (۱ فوریهٔ ۱۹۶۵ – ۳۱ مارس ۱۹۹۳) رزمی کار و بازیگر فیلم‌های رزمی اوایل دهه نود میلادی بود که در هنگام فیلمبرداری فیلم کلاغ بر اثر ضرب گلوله کشته شد. وی پسر بروس لی (استاد هنرهای رزمی و بازیگر برجسته فیلم‌های رزمی) و لیندا لی کدول و برادر شانون لی بود.
بعد از مرگ ناگهانی براندون لی در آخرین روز مارس ۱۹۹۳ در فیلم کلاغ این فیلم در ۵ مه ۱۹۹۴ منتشر شد.
مراسم یادبودی برای لی در آوریل ۱۹۹۳ برگزار شد.

## زندگی
برندون هنر رزمی جیت کان دو را در کودکی توسط پدرش و در نوجوانی توسط دان اینوسانتو آموخت. او دوران کودکی را زیر سایه نام بروس لی به سختی گذراند. خود برندون در این باره می‌گوید:
در هر مدرسه‌ای که تحصیل می‌کردم به محض اینکه متوجه می‌شدند من فرزند بروس لی هستم مرا به مبارزه دعوت می‌کردند و این باعث می‌شد که اغلب با لباس پاره و کتک خورده به خانه برگردم. در نتیجه به‌طور دائم از محلی به محل دیگر نقل مکان می‌کردیم.
پس از پایان تحصیل در دوره ابتدایی و دبیرستان، به کالج امرسان رفت و با درجه کارشناسی ارشد فارغ‌التحصیل شد. او مدتی را نیز در آکادمی هنری استراسبورگ به مطالعه و بررسی هنرهای نمایشی پرداخت.
براندون در سال ۱۹۸۵ فعالیت سینمایی خود را اغاز کرد او در سال ۱۹۹۲ با فیلم اتش تند توانست شهرت خوبی پیدا کند. براندون در ۳۱ مارس ۱۹۹۳ دقیقا ۲۰ سال بعد از مرگ پدرش هنگامی که در حال ایفای نقش در فیلم کلاغ بود به اشتباه، به جای گلوله مشقی، گلوله واقعی خورد و به شدت زخمی شد. او را به نزدیکترین بیمارستان ممکن بردند، اما تاب نیاورد و در همان روز درگذشت. او نیز مانند پدرش در جوانی مرد و، در زمان مرگ، فقط ۲۸ سال سن داشت .
او اکنون در کنار ارامگاه بروسلی به خاک سپرده شده است.
انتشارات بعد از مرگ
بعد از مرگ براندون فیلم کلاغ در می ۱۹۹۴ منتشر شد همچنین مستند مانند اب باش نیز برای براندون و بروسلی منتشر شد.

## بازیگری

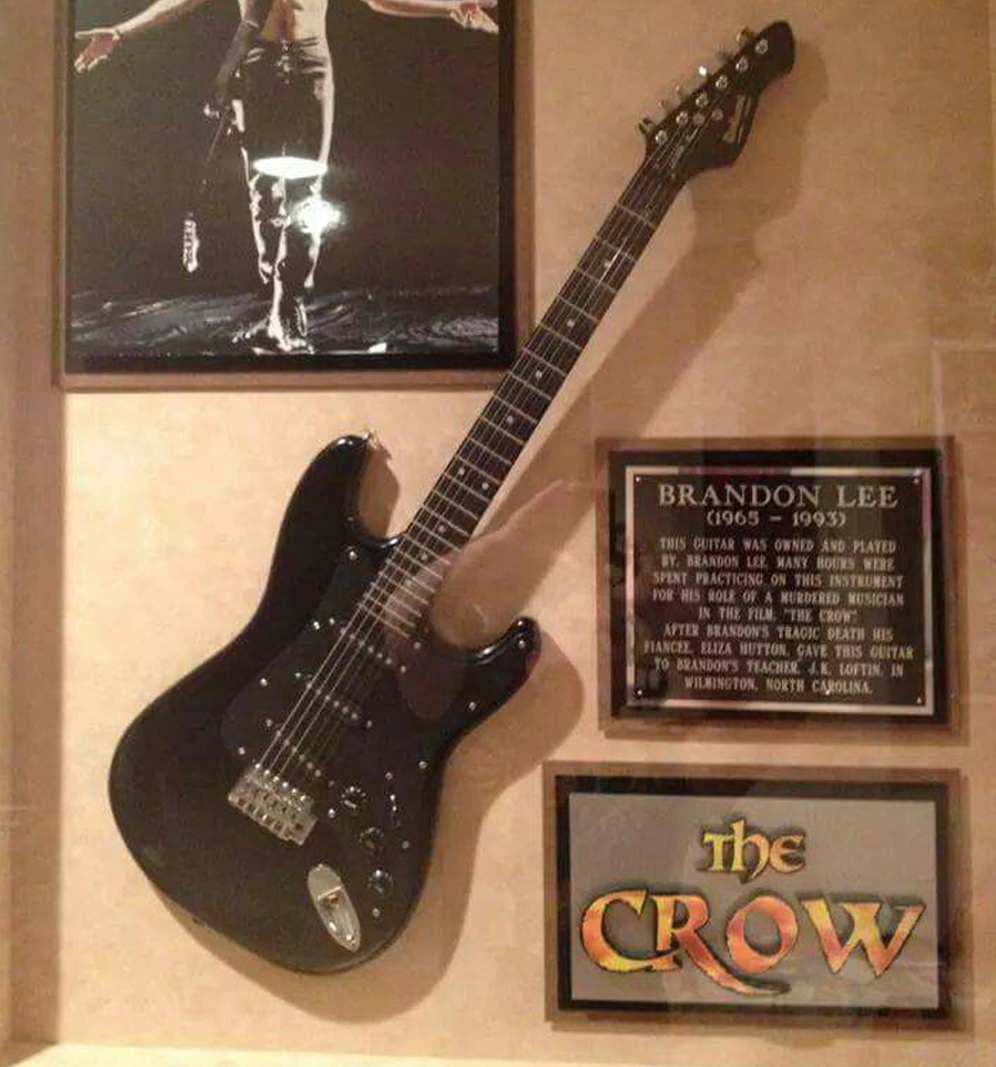
گیتار برندون لی که در فیلم «کلاغ» استفاده شد.

برندون بازیگری را از دوران دبیرستان آغاز کرد و مدتی نیز در تئاترهای محلی برنامه اجرا می‌کرد. وی در ۱۹۸۶ به دعوت دیوید کارادین در فیلمی تلویزیونی به نام کونگ‌فو ظاهر شد. این فیلم بر پایه سریالی به همین نام که در سال ۱۹۷۰ توسط شبکه تلویزیونی ای‌بی‌سی ساخته شده بود و در آن دیوید کارادین نقش راهبی از معبد شائولین را بازی می‌کرد.
در فیلم تلویزیونی کونگ فو، نقش اصلی اور کارادین و برندون نقش مرید وی را ایفا کرد. برندون برای بازی در این فیلم موهای سرش را تراشید.
پس از این فیلم برندون در سال ۱۹۸۶ در فیلم میراث خشم و چهار سال بعد در سال ۱۹۹۰ در فیلم مأموریت لیزر به ایفای نقش پرداخت. در سال ۱۹۹۱ در فیلم مبارزه کوچکی در توکیو در کنار دولف لاندگرن ظاهر شد. فیلم بعدی برندون آتش تند نام داشت که در سال ۱۹۹۲ اکران شد و موفقیت را برای او به ارمغان آورد. پس از حضور در این فیلم، به پروژه کلاغ که فیلمی بر اساس داستان مصور جیمز اوبار بود پیوست.

## مرگ

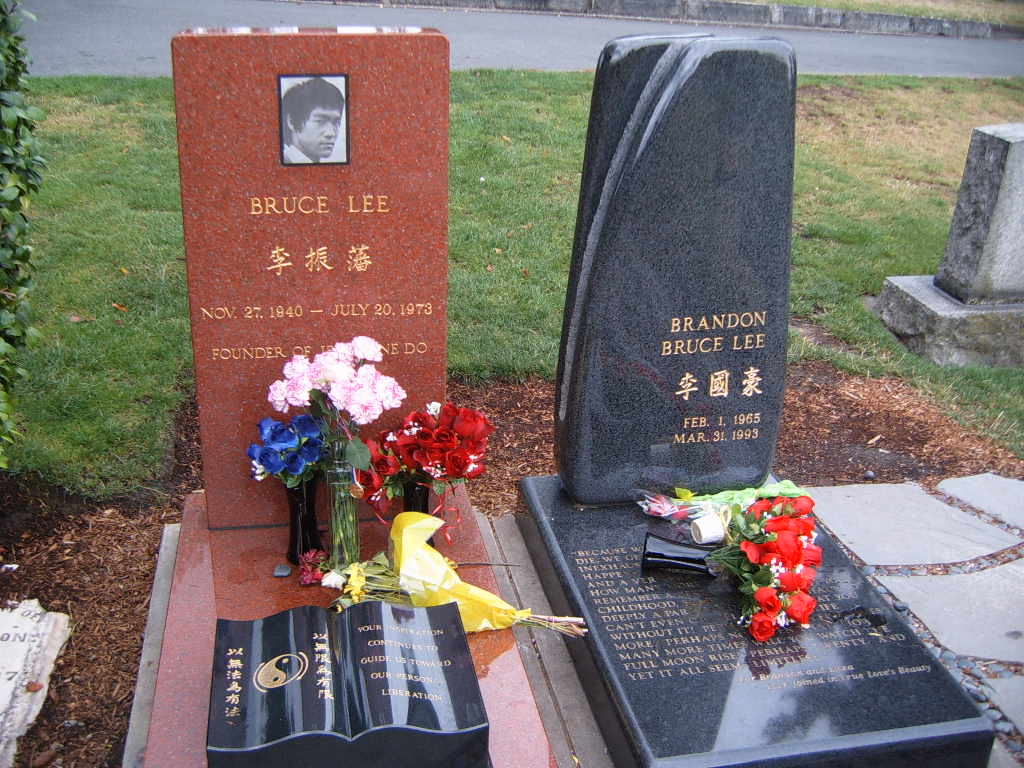
آرامگاه بروس لی و برندون لی

در یکی از صحنه‌های فیلم کلاغ برندون (در نقش اریک دراون) باید مورد اصابت گلوله قرار می‌گرفت. پس از شلیک، برندن قرار بود به جلو خم شود ولی به پشت افتاد. پس الکس پرویاس (کارگردان فیلم) دستور کات داد. اما برندن همچنان روی زمین بود. بازیگران گمان کردند دارد نقش بازی می‌کند ولی دیدند هوشیاری ندارد و نبضش کند شده‌است. ابتدا گمان رفت که سرش به جایی خورده ولی با کند شدن تنفس و وخامت حالش اقدامات اولیه انجام و به بیمارستان منتقل شد.
چگونگی حادثه اینچنین توصیف شده که در صحنه قبل، فشنگ همراه گلوله ولی بدون چاشنی را داخل تپانچه قرار دادند. سپس برای صحنه شلیک فشنگ مشقی (فشنگ بدون گلوله ولی با چاشنی) قرار دادند تا شلیک واقعی به نظر آید؛ اما گلوله یکی از فشنگها از صحنه قبل بدون اینکه متوجه شوند جدا و داخل تفنگ جا مانده بود. وقتی شلیک انجام شد گلوله با فشار حاصل از انفجار چاشنی با شدت شلیک واقعی به برندن خورد.
عوامل فیلم برندون را به بیمارستانی در ویلمینگتن، کارولینای شمالی منتقل کردند. اقدامات برای نجات او مؤثر نبود و وی درگذشت.
آرامگاه او در کنار پدرش بروس لی، در سیاتل، واشینگتن است.
مرگ بروس و برندون هر دو در جوانی و اوج حرفه‌ای بودن رخ داد و با توجه به چگونگی حوادث، مشکوک قلمداد شده و شایعات مختلفی در مورد مرگ او وجود دارد. عده ای معتقدند که مرگ او عمدی بوده (در صورتی که دادگاه به تصادفی بودن مرگ او رای داده‌است) و عده‌ای نیز بر این باورند که خانواده «لی» نفرین شده‌است.

## فیلم‌شناسی

### سینما
- جرم قاتل (۱۹۸۵)
- میراث خشم (۱۹۸۶)
- ماموریت لیزر (۱۹۸۹)
- مبارزه کوچکی در توکیو (۱۹۹۱)
- آتش تند (۱۹۹۲)
- کلاغ (۱۹۹۴)

### تلویزیون
- کونگ‌فو: فیلم (۱۹۸۶)
- کونگ‌فو: نسل بعدی (۱۹۸۷)
- اوهارا (۱۹۸۸)